# Мозг фирмы
«Мозг фирмы» (англ. Brain Of The Firm) — книга, написанная Стэффордом Биром в 1972 году. Переведена на русский язык (ISBN 5-256-00426-3) и выдержала не менее 3 изданий. Основной тема книги стала системная интеграция предприятий, направленная на улучшение управления и снижение издержек.
Значительная часть книги посвящена опыту автора по внедрению кибернетической системы Киберсин для управления экономикой Чили в период правления Сальвадора Альенде.

## Терминология
Алгедонод — алгедонически моделируемый вероятностный переключатель. Алгедонод использует алгедоническую информацию для изменения вероятности той или иной реакции управляемой системы.
Алгедонический (от греческих алхос — боль, гедос — удовольствие) — относящийся к регулированию в неаналитическом смысле. Алгедонический подход подразумевает управление системой путём посылки ей сигналов о том, находится ли она в (не)удовлетворительном состоянии и/или о том, что её тенденция к изменению является (не)удовлетворительной без явного и прямого учёта внутренних особенностей работы системы.
Примером примитивной концепции алгедонического управления в экономике является концепция монетаризма. Алгедонические системы управления по сравнению с аналитическими обладают меньшим разнообразием и, в соответствии с законом Эшби, для эффективного функционирования нуждаются в выносе части функций управления на нижние, автономные уровни управления.
Немыслимая система (от англ. Unthinkable Systems) — система, размеры которой слишком велики для анализа.